# Peng!
Peng! es el primer álbum de larga duración del grupo inglés Stereolab. Se editó en mayo de 1992. La cubierta del álbum corresponde a la última viñeta del cómic Der todliche finger de Antonholz Portman

## Lista de canciones
Todos los temas están compuestos por Gane y Sadier, salvo cuando se indica lo contrario.
1. "Super Falling Star" – 3:16
2. "Orgiastic" – 4:44
3. "Peng! 33" – 3:03
4. "K-Stars" – 4:04
5. "Perversion" – 5:01
6. "You Little Shits" – 3:25
7. "The Seeming and the Meaning" – 3:48
8. "Mellotron" – 2:47
9. "Enivrez-Vous" (Baudelaire, Gane, Sadier) – 3:51
10. "Stomach Worm" – 6:35
11. "Surrealchemist" – 7:13